# Каменеобробка

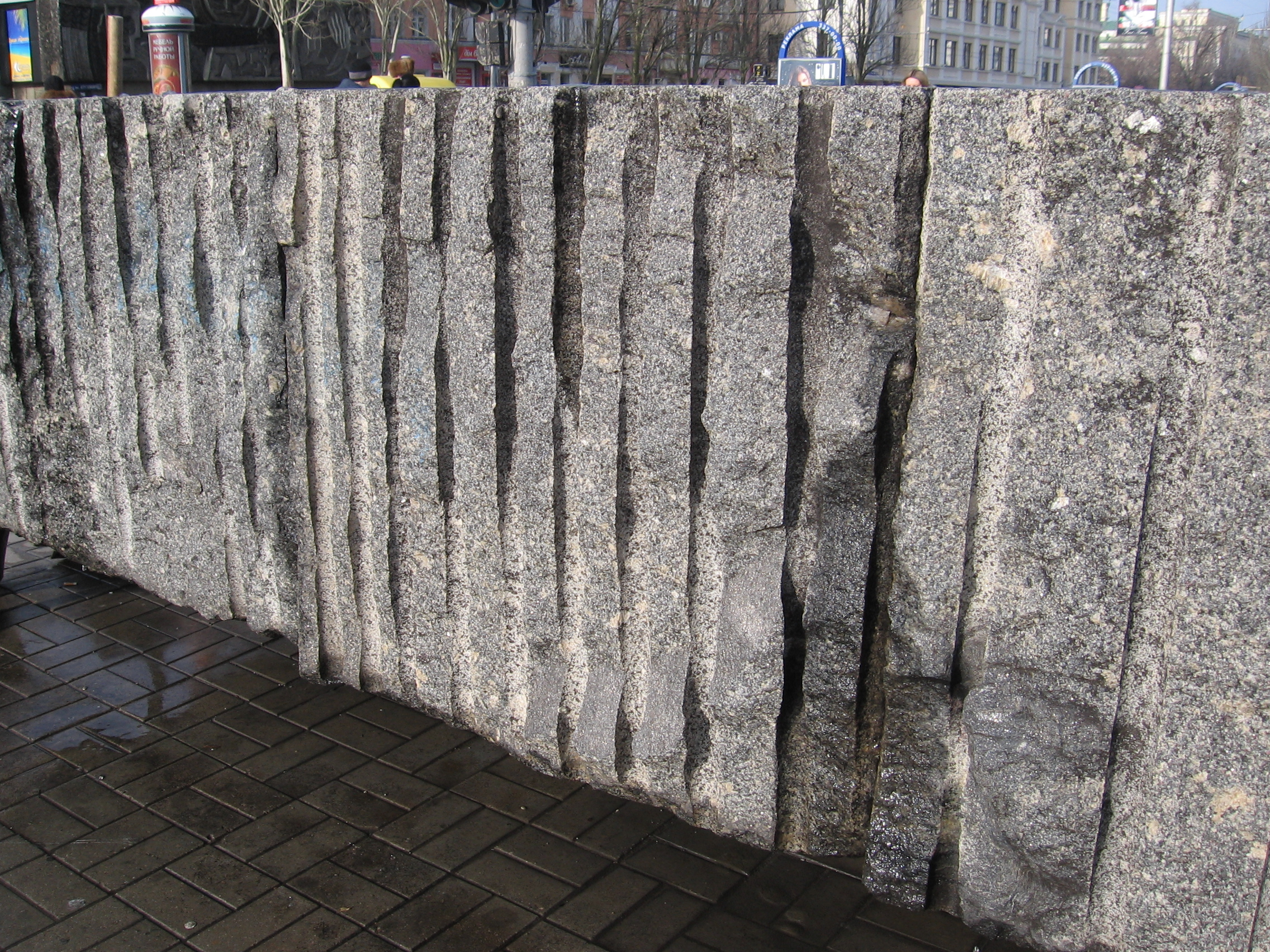
Розколений кам'яний моноліт.

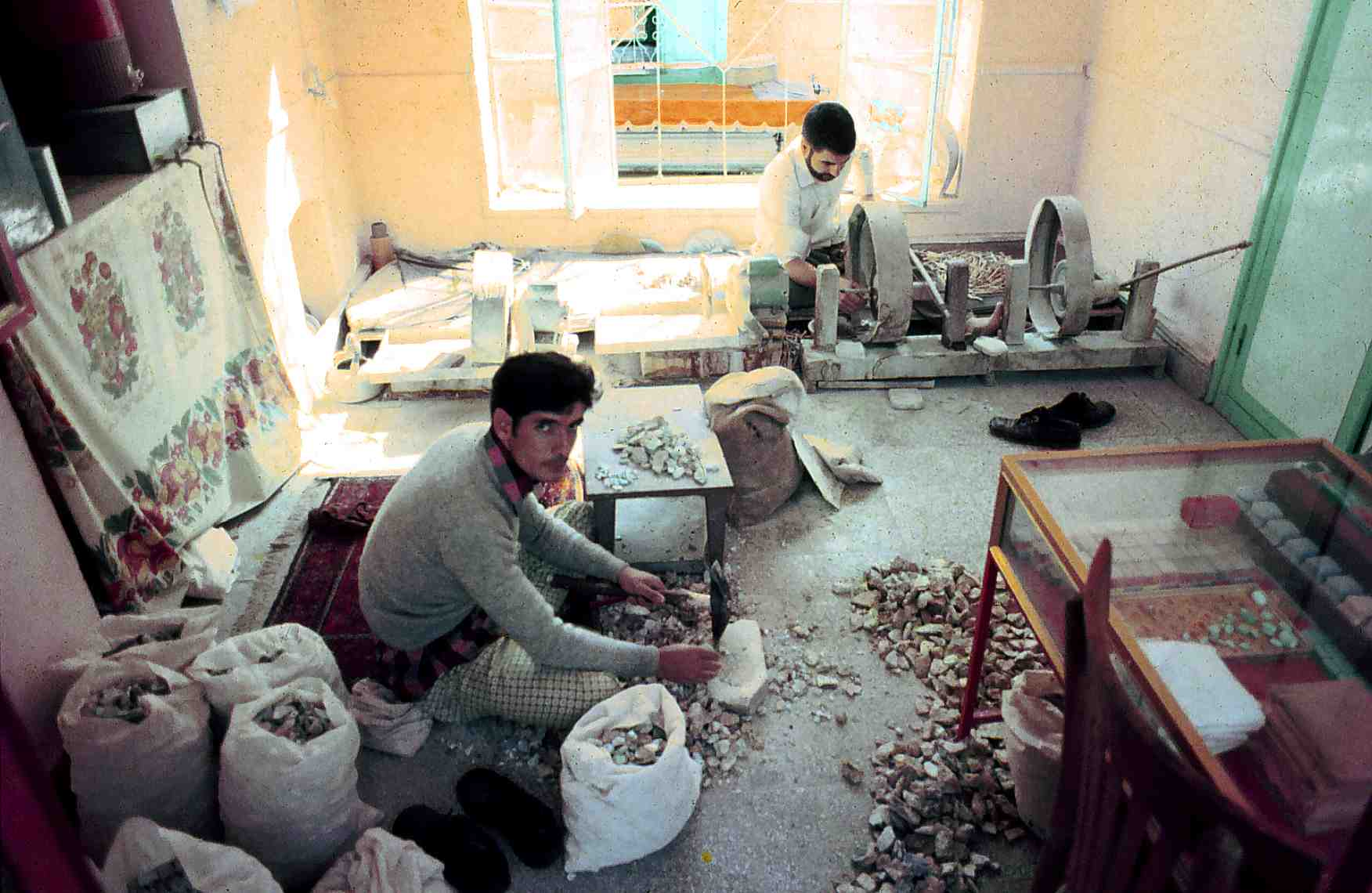
Каменеобробна майстерня. Іран.

Каменеобро́бка (рос. камнеобработка, англ. stonemasonry; нім. Steinmetz) — надання природному каменю належних розмірів, форми і декоративного вигляду (фактури). 
Полягає у розпилюванні (розколюванні) на заготовки вирізаних з масиву гірських порід каменів (блоків), обрізуванні цих заготовок за розмірами (або наданні їм певного профілю) та облагороджуванні лицьової поверхні виробу.